# Patiala House (film)
Pour plus de détails, voir Fiche technique et Distribution.
Patiala House est un drame sportif du cinéma indien, réalisé en 2011, par Nikhil Advani. Le film met en vedette Dimple Kapadia, Rishi Kapoor, Akshay Kumar et Anushka Sharma.

## Fiche technique
Sauf indication contraire, les informations mentionnées dans cette section peuvent être confirmées par la base de données cinématographiques IMDb,  présente dans la section « Liens externes ».
- Titre : Patiala House
- Réalisation : Nikhil Advani
- Scénario : Nikhil Advani - Anvita Dutt (en)
- Musique : Shankar–Ehsaan–Loy (en)
- Production : T-Series
- Langue : Hindi - Pendjabi
- Genre : Drame sportif
- Durée : 147 minutes (2 h 27)
- Dates de sorties en salles :
  -  Inde : 11 février 2011